# Jane Alexander (attrice 1939)
Jane Alexander, nata Quigley (Boston, 28 ottobre 1939), è un'attrice e attivista statunitense.
Nel corso della sua carriera è stata candidata quattro volte ai Premi Oscar e ha vinto un Tony Award e due Premi Emmy. Inoltre, è stata direttrice del National Endowment for the Arts.

## Biografia
Nata da Thomas B. Quigley, un ortopedico di discendenza irlandese e tedesca e da Ruth Elizabeth Pearson, un'infermiera la cui famiglia era emigrata dalla Nuova Scozia, Canada, si è diplomata alla Beaver Country Day School, una scuola femminile a Chestnut Hill. Spinta dal padre a frequentare il college prima di intraprendere una carriera di attrice, Alexander frequentò il Sarah Lawrence College a Bronxville, New York, dove s'impegnò nel teatro ma studiò anche matematica in particolare riguardo alla programmazione informatica, nel caso avesse fallito come attrice. Jane impiegò i suoi anni giovanili frequentando l'Università di Edimburgo in Scozia, dove fece parte della Edinburgh University Dramatic Society. Questa esperienza, che ebbe dei buoni riscontri riguardo alle sue interpretazioni, fortificò la sua determinazione nel continuare a recitare.

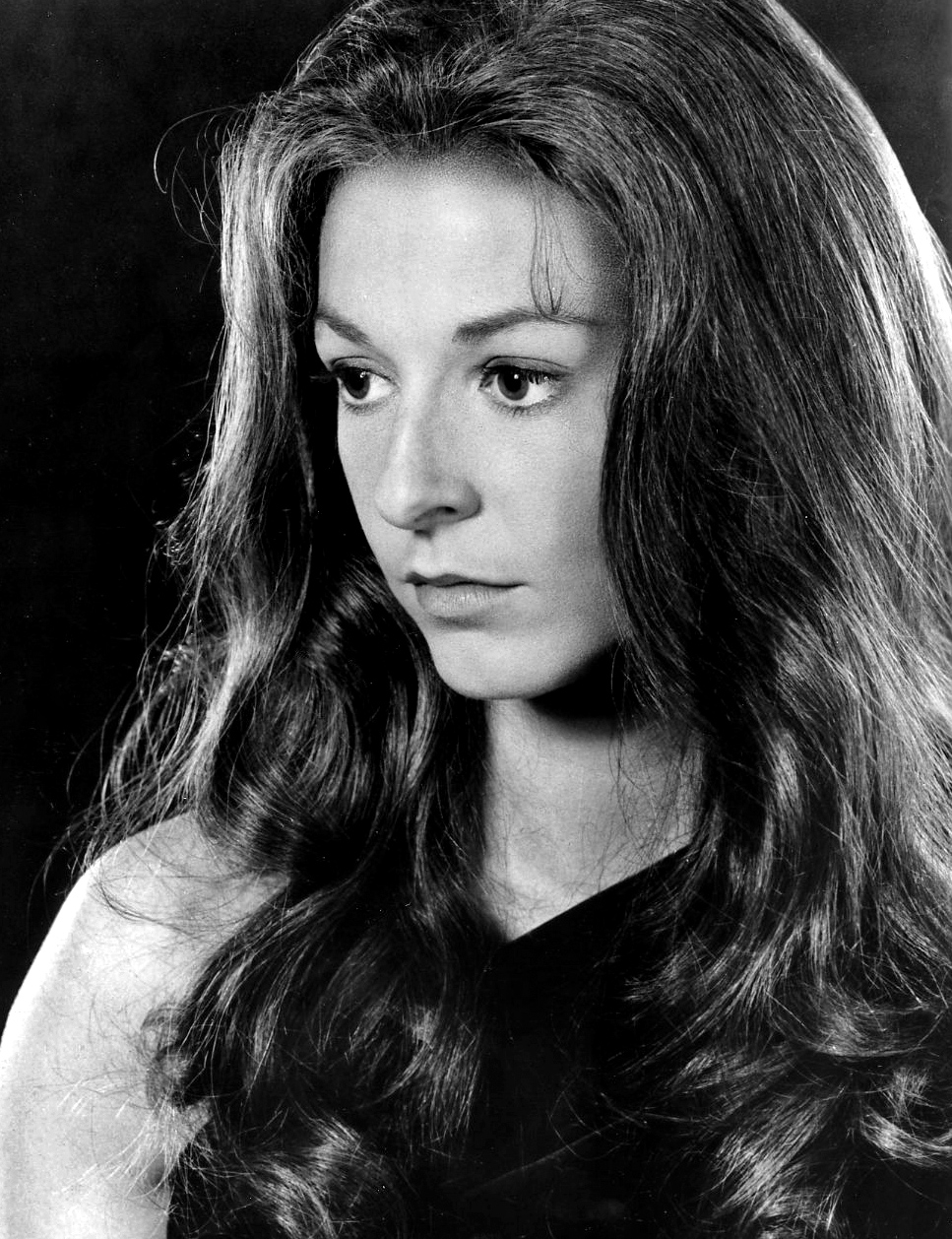
Jane Alexander negli anni sessanta.

Incontrò il suo primo marito, il regista teatrale Robert Alexander, all'inizio degli anni sessanta a New York, dove entrambi stavano intraprendendo la carriera di attori. Ebbero un solo figlio, nato nel 1964 e divorziarono pochi anni dopo. La Alexander recitava regolarmente in vari teatri regionali e come direttrice artistica della Arena Stage di a Washington, dove incontrò il produttore/regista Edwin Sherin. I due divennero buoni amici e in seguito intrapresero una relazione. Una volta divorziati dai rispettivi coniugi si sposarono, nel 1975. Tra tutte e due avevano quattro figli, il figlio della Alexander, Jace, un regista televisivo, e i tre figli di Sherin, Tony, Geoffrey e Jon, dal precedente matrimonio.
Nel 1967, interpretò Eleanor Backman nella produzione originale di Howard Sackler Per salire più in basso all'Arena Stage. Come il co-protagonista, James Earl Jones, volle interpretare questa parte sia a Broadway (1968), vincendo un Tony Award, sia nel film che ne fu tratto (1970), per cui ebbe una candidatura all'Oscar. Tra le altre interpretazioni di Jane Alexander vanno sottolineate Tutti gli uomini del presidente (1976), Kramer contro Kramer (1979) e Testament (1983), per le quali ottenne la candidatura all'Oscar, Brubaker (1980), Le regole della casa del sidro (1999) e Fur - Un ritratto immaginario di Diane Arbus (2006). Alexander interpretò Eleanor Roosevelt in due produzioni televisive, Eleanor e Franklin e il suo seguito Eleanor and Franklin: The White House Years, e la madre di Franklin Delano Roosevelt, Sara Delano Roosevelt, nella produzione HBO Franklin D. Roosevelt - Un uomo, un presidente (Warm Springs) con Kenneth Branagh e Cynthia Nixon, ottenendo un Emmy Award come miglior attrice non protagonista. Altri film televisivi includono l'opera di Arthur Miller Fania, con protagonista Vanessa Redgrave, per il quale l'Alexander vinse un altro Emmy Award; Malizia a Hollywood (sulla famosa giornalista di gossip, Hedda Hopper); Sangue e orchidee e Amare per sempre. Nel 2007 ha recitato nella controversa serie televisiva Tell Me You Love Me - Il sesso. La vita, e nel 2009 ha preso parte al film Terminator Salvation nella parte di Virginia.
Nel 1993 il Presidente Bill Clinton la incaricò di guidare il National Endowment for the Arts, organizzazione che aveva fornito parte dei fondi per la rappresentazione di Per salire più in basso all'Arena Stage. Jane Alexander si spostò a Washington, DC e fu a capo del NEA fino al 1997. Nel suo libro, Command Performance: an Actress in the Theater of Politics (2000), descrive le sfide da lei affrontate come direttrice della NEA nel periodi in cui il 104º Congresso degli Stati Uniti, controllato da Newt Gingrich, si sforzò, senza successo, di abolirlo. Impegnatasi per la pace nel mondo, la salute e la protezione della natura, la Alexander ha fatto parte dei board di Wildlife Conservation Society, Project Greenhope, National Stroke Association e Women's Action for Nuclear Disarmament. Ha ricevuto l'Israel Cultural Award e l'Helen Caldicott Leadership Award. È associata all'International Leadership Forum. Attualmente vive col marito nella zona suburbana a nord di New York.

## Filmografia

### Cinema
- Per salire più in basso (The Great White Hope), regia di Martin Ritt (1970)
- Quattro tocchi di campana (A Gunfight), regia di Lamont Johnson (1971)
- I nuovi centurioni (The New Centurions), regia di Richard Fleischer (1972)
- Tutti gli uomini del presidente (All the President's Men), regia di Alan J. Pakula (1976)
- Betsy (The Betsy), regia di Daniel Petrie (1978)
- Kramer contro Kramer (Kramer vs. Kramer), regia di Robert Benton (1979)
- Brubaker, regia di Stuart Rosenberg (1980)
- Fuga nella notte (Night Crossing), regia di Delbert Mann (1982)
- Testament, regia di Lynne Littman (1983)
- Per piacere... non salvarmi più la vita (City Heat), regia di Richard Benjamin (1984)
- Square Dance - Ritorno a casa (Square Dance), regia di Daniel Petrie (1987)
- Sweet Country, regia di Michael Cacoyannis (1987)
- An American Place, regia di Maximilian Schell (1988)
- Glory - Uomini di gloria (Glory), regia di Edward Zwick (1989) – Non accreditata
- Le regole della casa del sidro (The Cider House Rules), regia di Lasse Hallström (1999)
- La costa del sole (Sunshine State), regia di John Sayles (2002)
- The Ring, regia di Gore Verbinski (2002)
- Fur - Un ritratto immaginario di Diane Arbus (Fur: An imaginary portrait of Diane Arbus), regia di Steven Shainberg (2006)
- Feast of Love, regia di Robert Benton (2007)
- Gigantic, regia di Matt Aselton (2008)
- Il mai nato (The Unborn), regia di David S. Goyer (2009)
- Terminator Salvation, regia di McG (2009)
- Dream House, regia di Jim Sheridan (2011)
- Mister Morgan (Mr. Morgan's Last Love), regia di Sandra Nettelbeck (2013)
- Lo stato della mente (Three Christs), regia di Jon Avnet (2017)
- The Man in the Woods, regia di Noah Buschel (2020)

### Televisione
- N.Y.P.D. – serie TV, episodio 2x14 (1969)
- Adam-12 – serie TV, episodio 1x18 (1969)
- Johnny Bristol torna a casa (Welcome Home, Johnny Bristol), regia di George McCowan – film TV (1972)
- Miracle on 34th Street, regia di Fielder Cook – film TV (1973)
- This Is the West That Was, regia di Fielder Cook – film TV (1974)
- Death Be Not Proud, regia di Donald Wrye – film TV (1975)
- Eleanor e Franklin (Eleanor and Franklin), regia di Daniel Petrie – miniserie TV (1976)
- A Circle of Children, regia di Don Taylor – film TV (1977)
- Eleanor and Franklin: The White House Years, regia di Daniel Petrie – film TV (1977)
- Una questione d'amore (A Question of Love), regia di Jerry Thorpe – film TV (1978)
- Lovey: A Circle of Children, Part II, regia di Jud Taylor – film TV (1978)
- Fania (Playing for Time), regia di Daniel Mann – film TV (1980)
- Dear Liar, regia di Gordon Rigsby – film TV (1981)
- Kennedy's Children, regia di Merrill Brockway e Marshall W. Mason – film TV (1982)
- Incubo dietro le sbarre (In the Custody of Strangers), regia di Robert Greenwald – film TV (1982)
- When She Says No, regia di Paul Aaron – film TV (1984)
- Calamity Jane, regia di James Goldstone – film TV (1984)
- Malizia a Hollywood (Malice in Wonderland), regia di Gus Trikonis – film TV (1985)
- Sangue e orchidee (Blood & Orchids), regia di Jerry Thorpe – film TV (1986)
- Vietnam missione Tonkin (In Love and War), regia di Paul Aaron – film TV (1987)
- A Friendship in Vienna, regia di Arthur Allan Seidelman – film TV (1988)
- Open Admissions, regia di Gus Trikonis – film TV (1988)
- Ragazza di strada (Daughter of the Streets), regia di Edwin Sherin – film TV (1990)
- A Marriage: Georgia O'Keeffe and Alfred Stieglitz, regia di Edwin Sherin – film TV (1991)
- Passione proibita (Stay the Night), regia di Harry Winer – film TV (1992)
- New Year, regia di Jeff Bleckner – film TV (1993)
- Law & Order - I due volti della giustizia (Law & Order) – serie TV, episodio 10x14 (2000)
- Law & Order - Unità vittime speciali (Law & Order: Special Victims Unit) – serie TV, episodio 1x15 (2000)
- Jenifer, regia di Jace Alexander – film TV (2001)
- Bitter Winter, regia di Roberta C. Williams – film TV (2001)
- Una nuova stagione (Carry Me Home), regia di Jace Alexander – film TV (2004)
- Franklin D. Roosevelt - Un uomo, un presidente (Warm Springs), regia di Joseph Sargent – film TV (2005)
- The Way, regia di Rod Holcomb – film TV (2006)
- Tell Me You Love Me - Il sesso. La vita (Tell Me You Love Me) – serie TV, 10 episodi (2007)
- American Masters – serie TV, episodi Louisa May Alcott: The Woman Behind 'Little Women' (2008) e John Muir in the New World (2011) – Serie di documentari
- William & Kate - Un amore da favola (William & Catherine - A Royal Romance), regia di Linda Yellen – film TV (2011)
- Deck the Halls, regia di Ron Underwood – film TV (2011)
- The Good Wife – serie TV, 5 episodi (2011-2015)
- Forgive Me – serie TV, 5 episodi (2013)
- The Blacklist – serie TV, 4 episodi (2013-2014)
- The Divide – serie TV, episodi I'm for Justice e And the Little Ones Get Caught (2014)
- Elementary – serie TV, episodi 2x14-5x02 (2014-2016)
- Forever – serie TV, episodio 1x17 (2015)
- Live from Lincoln Center – serie TV, episodio Kern & Hammerstein's Show Boat (2015)
- The Book of Negroes – serie TV, episodio 1x05 (2015)
- Brooklyn Animal Control – serie TV, episodio 1x01 (2015)
- The Good Fight – serie TV, episodi 1x03-2x12 (2017-2018)
- Natale fuori città (Christmas Around the Corner), regia di Megan Follows – film TV (2018)
- Modern Love – serie TV, episodio 1x08 (2019)
- Loop (Tales from the Loop) – serie TV, episodi 1x04-1x07-1x08 (2020)

## Teatro
- Royal Gambit, Master Theatre, Off-Broadway, New York (1963)
- Oh, What a Lovely War!, Arena Stage, Washington D.C. (1966)
- La grande speranza bianca (The Great White Hope), Alvin Theatre, Broadway, New York (1968-1970)
- 6 Rms Riv Vu, Helen Hayes Theater/Lunt-Fontanne Theatre, Broadway, New York (1972-1973)
- Find Your Way Home, Brooks Atkinson Theatre/Biltmore Theatre, Broadway, New York (1974)
- Amleto (Hamlet), Vivian Beaumont Theater, Broadway, New York (1975-1976)
- L'ereditiera (The Heiress), Broadhurst Theatre, Broadway, New York (1976)
- First Monday in October, Majestic Theatre/ANTA Playhouse, Broadway, New York (1978)
- Losing Time, Stage 73, Off-Broadway, New York (1979)
- Goodbye Fidel, New Ambassador Theatre, Broadway, New York (1980)
- Monday After the Miracle, Eugene O'Neill Theatre, Broadway, New York (1982)
- Vecchi tempi (Old Times), 23rd Street Theater, Off-Broadway, New York (1983-1984)
- La notte dell'iguana (The Night of the Iguana), Circle in the Square Theatre, Broadway, New York (1988)
- Shadowlands, Brooks Atkinson Theatre, Broadway, New York (1990-1991)
- La visita della vecchia signora (The Visit), Criterion Center Stage Right, Broadway, New York (1992)
- The Sisters Rosensweig, Mitzi E. Newhouse Theater, Off-Broadway, New York (1992-1993)
- The Sisters Rosensweig, Ethel Barrymore Theatre, Broadway, New York (1993-1994)
- Honour, Belasco Theatre, Broadway, New York (1998)
- Il lutto si addice ad Elettra (Mourning Becomes Electra), A Contemporary Theatre, Seattle (2002)
- Il lutto si addice ad Elettra (Mourning Becomes Electra), Long Wharf Theatre, New Haven (2002)
- Rose and Walsh, Geffen Playhouse, Westwood, Los Angeles (2002-2003)
- What of the Night, Lucille Lortel Theatre, Off-Broadway, New York (2005)
- A Moon to Dance By, George Street Playhouse, New Brunswick (2009)
- Chasing Manet, 59E59 Theaters (Theater A), Off-Broadway, New York (2009)
- The Lady from Dubuque, Pershing Square Signature Center, Off-Broadway, New York (2012)
- Grand Horizons, Helen Hayes Theater, Broadway, New York (2019-2020)

## Riconoscimenti
- Premio Oscar
  - 1971 – Candidatura per la miglior attrice protagonista per Per salire più in basso
  - 1977 – Candidatura per la miglior attrice non protagonista per Tutti gli uomini del presidente
  - 1980 – Candidatura per la miglior attrice non protagonista per Kramer contro Kramer
  - 1984 – Candidatura per la miglior attrice protagonista per Testament
- Golden Globe
  - 1971 – Candidatura per la miglior attrice debuttante per Per salire più in basso
  - 1980 – Candidatura per la miglior attrice non protagonista per Kramer contro Kramer
  - 1984 – Candidatura per la miglior attrice in un film drammatico per Testament
- New York Film Critics Circle Awards
  - 1979 – Candidatura per la miglior attrice non protagonista per Kramer contro Kramer
- National Society of Film Critics Awards
  - 1980 – Candidatura per la miglior attrice non protagonista per Kramer contro Kramer
- Los Angeles Film Critics Association Awards
  - 1983 – Candidatura per la miglior attrice per Testament
- Screen Actors Guild Award
  - 2000 – Candidatura per il miglior cast cinematografico per Le regole della casa del sidro (condivisa con il resto del cast)
- Laurel Awards
  - 1971 – Candidatura per l'attrice più promettente per Per salire più in basso
- RiverRun International Film Festival
  - 2017 – Master of Cinema

- Primetime Emmy Awards
  - 1976 – Candidatura per la miglior attrice protagonista in un film televisivo e/o miniserie per Eleanor and Franklin
  - 1977 – Candidatura per la miglior attrice protagonista in un film televisivo e/o miniserie per Eleanor and Franklin: The White House Years
  - 1981 – Miglior attrice protagonista in un film televisivo e/o miniserie per Fania
  - 1984 – Candidatura per la miglior attrice protagonista in un film televisivo e/o miniserie per Calamity Jane
  - 1985 – Candidatura per la miglior attrice protagonista in un film televisivo e/o miniserie per Malizia a Hollywood
  - 2000 – Candidatura per la miglior attrice ospite in una serie drammatica per Law & Order – I due volti della giustizia / Law & Order – Unità vittime speciali
  - 2005 – Migliore attrice non protagonista in una miniserie o film per la televisione per F.D. Roosevelt: un uomo, un presidente
- Satellite Award
  - 2005 – Candidatura per la miglior attrice non protagonista in una serie, miniserie o film per la televisione per Franklin D. Roosevelt. Un uomo, un presidente
- Online Film & Television Association
  - 2000 – Candidatura per la miglior attrice ospite in una serie drammatica per Law & Order – I due volti della giustizia / Law & Order – Unità vittime speciali
  - 2005 – Candidatura per la miglior attrice non protagonista in un film o miniserie per Franklin D. Roosevelt - Un uomo, un presidente
  - 2014 – Candidatura per la miglior attrice ospite in una serie drammatica per The Blacklist
- Western Heritage Awards
  - 1985 – Bronze Wrangler per il miglior dramma televisivo per Calamity Jane (condiviso con la sceneggiatrice Suzanne Clauser)
- CableACE Awards
  - 1989 – Candidatura per la miglior attrice non protagonista in un film o miniserie per A Friendship in Vienna
- ACTRA Awards
  - 2013 – Miglior attrice per Forgive Me
- Canadian Screen Awards
  - 2015 – Candidatura per la miglior attrice non protagonista in un film o serie drammatica per Forgive Me

- Drama League Award
  - 2009 – Candidatura per la miglior performance per Chasing Manet
  - 2012 – Candidatura per la miglior performance per The Lady From Dubuque
- Drama Desk Award
  - 1969 – Miglior interpretazione in un'opera teatrale per La grande speranza bianca
  - 1993 – Miglior interpretazione femminile in un'opera teatrale per The Sisters Rosensweig
- Tony Award
  - 1969 – Miglior attrice non protagonista in un'opera teatrale per La grande speranza bianca
  - 1973 – Candidatura per la miglior attrice protagonista in un'opera teatrale per 6 Rms Riv Vu
  - 1974 – Candidatura per la miglior attrice protagonista in un'opera teatrale per Find Your Way Home
  - 1979 – Candidatura per la miglior attrice protagonista in un'opera teatrale per First Monday in October
  - 1992 – Candidatura per la miglior attrice protagonista in un'opera teatrale per La visita della vecchia signora
  - 1993 – Candidatura per la miglior attrice protagonista in un'opera teatrale per The Sisters Rosensweig
  - 1998 – Candidatura per la miglior attrice protagonista in un'opera teatrale per Honour
  - 2020 – Candidatura per la miglior attrice non protagonista in un'opera teatrale per Grand Horizons

## Doppiatrici italiane
Nelle versioni in italiano dei suoi lavori, Jane Alexander è stata doppiata da:
- Vittoria Febbi in Tutti gli uomini del presidente, Testament, Per piacere... non salvarmi più la vita, Mister Morgan
- Maria Pia Di Meo in Per salire più in basso, Fania, La costa del sole
- Paila Pavese in Brubaker, Franklin D. Roosevelt - Un uomo, un presidente, Fur - Un ritratto immaginario di Diane Arbus
- Angiola Baggi in Tell Me You Love Me - Il sesso. La vita, William & Kate - Un amore da favola, Loop
- Anna Rita Pasanisi in Kramer contro Kramer, Le regole della casa del sidro
- Melina Martello ne Il mai nato, Modern Love
- Lorenza Biella in Dream House, The Good Fight
- Noemi Gifuni in Sangue e orchidee
- Loretta Stroppa in Glory - Uomini di gloria
- Cristina Grado in The Ring
- Graziella Polesinanti in Feast of Love
- Elettra Bisetti in Terminator Salvation
- Ada Maria Serra Zanetti in Elementary
- Manuela Andrei in Testament